# Mustasaari socken
Mustasaari (dialektalt uttal: mussor - mɷssår, mɷssɷr) var en historisk socken i Österbotten. Mustasaari socken var en av de tre äldsta kyrksocknarna i Svenska Österbotten. Mustasaari socken omvandlades 1927 till kommun, och samtidigt byttes det svenska namnet till Korsholm. På finska heter kommunen fortfarande Mustasaari, som betyder "svartholmen". Under medeltiden låg Mustasaari sockens centrum i dagens Gamla Vasa, det vill säga på ett område som i dag är en del av Vasa stad. 
Namnet Korsholm användes redan före 1927, men då hänvisade det till Korsholms slott och Korsholms kungsgård eller till Korsholms län, Korsholms fögderi och Korsholms härad – aldrig till socknen.

## Historia
Mustasaari är en stamsocken vars område tillsammans med området för Pedersöre täckte hela Österbotten. Mustasaari kom till i skedet för bildningen av kyrksocknar under andra hälften av 1200-talet. Socknen nämns dock första gången år 1348. Senast i mitten av 1400-talet bildades Vörå kapell under Mustasaari och blev kyrkosocken kring 1490. Av delar av Storkyro och Mustasaari bildades i början av 1500-talet Laihela kapell samtidigt som kyrkobyggnaden invigdes år 1508.
Mustasaari socken omfattade hela kusten mellan Munsala i norr och Malax i söder samt delar av Laihela i början av 1400-talet. Senare delades den enorma kyrksocknen upp.  
År 1348 gav kung Magnus Eriksson ”allom, som boo i Nerpis sochn, Mustasaari sochn och Pedersöre sochn” rätt att sälja och köpa ”alla ätande vahror”, det vill säga att handla med livsmedel. På så sätt grundades de tre första officiella marknadsplatserna i Österbotten. Det är också det tidigaste förekomsten av namnet Mustasaari som vi känner till.
På en ö invid Mustasaari marknadsplats anlades en befästning i slutet av 1300-talet, troligen på befallning av kung Albrecht av Mecklenburg. Befästningen blev känd som Korsholms slott, och den dåvarande ön kallas i dag Korsholms vallar. På andra sidan marknadsplatsen började man tidigt bygga en sockenkyrka, som fick namnet Sankta Maria kyrka och efter reformationen döptes om till Sofia Albertina kyrka. Kyrkan förstördes fullständigt i Vasa stads brand 1852, och är i dag en del av området som kallas Gamla Vasa ruiner. I det ingår också nedersta våningarna av klockstapeln, grunden av Vasa trivialskola och rådhusets trappa. Alla dessa byggnader låg invid torget i Mustasaaris absoluta centrum, och förstördes i den ödesdigra branden. 
1606 grundade Karl IX en stad, Österbottens första. Staden, som fick namnet Mustasaari, blev en uppstad och utgjordes av socknens centralort – dagens Gamla Vasa. År 1611 byttes sedan namnet till Vasa, det vill säga Karl den IX:s ätt.

## Bebyggelsenamn
I början på 1900-talet omfattade Mustasaari socken bland annat Anixor, Böle, Gerby, Helsingby, Höstves, Iskmo, Jungsund, Karkmo, Karperö, Klemetsö, Kråklund, Martois, Miekka, Runsor, Singsby, Smedsby, Staversby, Toby, Tölby, Västervik, Veikars, Vikby och Voitby.